# Formularium Slovenicum
Formularium Slovenicum [formulárijum slovénikum] je slovenski dodatek k Evropski farmakopeji, ki ga izdaja Javna agencija RS Slovenije za zdravila in medicinske pripomočke, uveljavlja slovensko farmacevtsko izrazoslovje in predpise, pomembne za slovensko farmacevtsko stroko.
Slovenija nima svoje farmakopeje, torej zbirke monografij in drugih določb, ki vsebuje zakonsko obvezujoče predpise za razvoj, izdelavo in preskušanje kakovosti zdravil in njihovih sestavin ter druge podatke o zdravilih in njihovi uporabi. Od leta 1997 je v Republiki Sloveniji veljavna Evropska farmakopeja. Zaradi usklajevanja določil nacionalne zakonodaje na področju zdravil ter predpisov na ravni Evropske farmakopeje se je pokazala potreba po slovenskem dodatku k Evropski farmakopeji. Komisija za pripravo nacionalnega dodatka pri Uradu RS za zdravila Ministrstva za zdravje je junija 1998 izdala prvo izdajo Formulariuma Slovenicuma. Sledilo je več dopolnil in posodobljenih izdaj, med letoma 2013 in 2018 pa je bilo delo komisije, ki pripravlja Formularium Slovenicum, začasno prekinjeno.
Formularium Slovenicum dopolnjuje standarde evropske farmakopeje in navaja prevode naslovov, celotnih najpomembnejših monografij ali njihovih posamičnih delov in splošnih poglavij. V poglavju »Nacionalne monografije« zajema monografije, ki jih evropska farmakopeja ne vsebuje, so pa za lekarniško prakso zanimive in uporabne. Uvaja tudi poglavje »Standardni izrazi za farmacevtske oblike, načine aplikacije in vsebnike«. Pomembno vlogo ima Formularium Slovenicum pri oblikovanju, razvoju in uveljavljanju slovenskega izrazja na področju farmacije.

## Izdaje
Prvi izdaji so sledila številna dopolnila in posodobljene izdaje:
- 1. izdaja – junij 1998, s šestimi dopolnili
- 2. izdaja – 2005, s petimi dopolnili
- 3. izdaja – 2011, z dvema dopolniloma
- 4. izdaja – avgust 2018, z enim dopolnilom (le spletna oblika)
- 5. izdaja – avgust 2020 (le spletna oblika)[6]